# Kurt Zentner (Fußballspieler)
Kurt Zentner (* 17. November 1921; † 16. November 2006) war ein deutscher Fußballspieler.

## Werdegang
Der Abwehrspieler Kurt Zentner wuchs in Gladbeck auf und begann seine Karriere beim SV Zweckel. Ende der 1940er Jahre wechselte Zentner zum VfB Bottrop und spielte für 50 Mark im Monat für den VfB Bottrop in der seinerzeit zweitklassigen II. Division West. Am Ende der Saison 1949/50 wurde den Bottropern wegen „ungesunder Finanzen“ die Lizenz entzogen und Kurt Zentner wechselte zu Arminia Bielefeld. Dort wurde der als „Techniker, Mannschaftsspieler und Vorbild“ bezeichnete Zentner schnell zum Publikumsliebling. Trotz seiner geringen Körpergröße von 1,65 Meter galt er als guter Kopfballspieler. Für die Arminia absolvierte Zentner bis zum Abstieg im Jahre 1954 insgesamt 104 Spiele in der II. Division West und erzielte dabei vier Tore. Nach dem Abstieg spielte er mit der Arminia zunächst in der Landesliga Westfalen und ab 1956 in der Verbandsliga Westfalen. Im Sommer 1958 holte der Bünder Küchenmöbelhersteller Werner Horst Kurt Zentner zum SV Ennigloh 09 in die Bezirksklasse, wo er das Amt des Spielertrainers übernahm. Mit einem 2:1-Sieg bei der FT Dützen machte die so genannte „Zentner-Elf“ auf Anhieb den Aufstieg in die Landesliga perfekt. Zur Aufstiegsmannschaft gehörte der spätere WDR-Intendant Fritz Pleitgen. Drei Jahre später erwarb Zentner die A-Trainerlizenz und wurde dabei von Dettmar Cramer und Helmut Schön ausgebildet. Später wirkte Kurt Zentner noch als Trainer bei den Vereinen SV Börninghausen, VfL Mennighüffen, SG Bünde 08 und SuS Holzhausen. Zuletzt war er Jugendtrainer beim Bünder SV.
Kurt Zenter war verheiratet und hatte drei Kinder.